# Bobby Rogers
Robert Edward Rogers (né le 19 février 1940 et mort le 3 mars 2013) est un musicien et chanteur ténor américain, surtout connu en tant que membre fondateur du groupe vocal Motown The Miracles de 1956 jusqu'à sa mort.Il a été intronisé, en 2012, en tant que membre des Miracles to the Rock and Roll Hall of Fame.